# Fissidens subobtusus
Fissidens subobtusus är en bladmossart som beskrevs av Dixon in Christophersen 1960. Fissidens subobtusus ingår i släktet fickmossor, och familjen Fissidentaceae. Inga underarter finns listade i Catalogue of Life.